# Steinböckchen
Das Steinböckchen (Raphicerus campestris) ist eine Zwergantilope, die in den Savannen Ostafrikas und des Südlichen Afrikas verbreitet ist. Sie ist in ihrem Verbreitungsraum auch als Steinbock (englisch Steenbuck, afrikaans Steenbok) oder im deutschsprachigen Raum auch als Steinantilope bekannt. Im südlichen Afrika zählt das Steinböckchen zu den häufigen kleinen Antilopen.

## Erscheinungsbild
Das Steinböckchen erreicht durchschnittlich eine Schulterhöhe von 52 Zentimeter. Das Gewicht beträgt 11 Kilogramm.
Das Steinböckchen hat größere Ohren (mit markanter Zeichnung) als das ansonsten sehr ähnliche Bleichböckchen. Diese Antilope hat eine Schulterhöhe von 50 cm. Der Rücken und der kurze Schwanz sind rehbraun und ohne Zeichnung, Bauchseite und Innenseite der Beine sind weiß. Die Männchen tragen kurze, gerade, spitze Hörner, welche die Ohren nicht überragen. Auffällig sind bei beiden Geschlechtern die Voraugendrüsen vor den großen, dunkelbraunen Augen.

## Verbreitung und Lebensraum

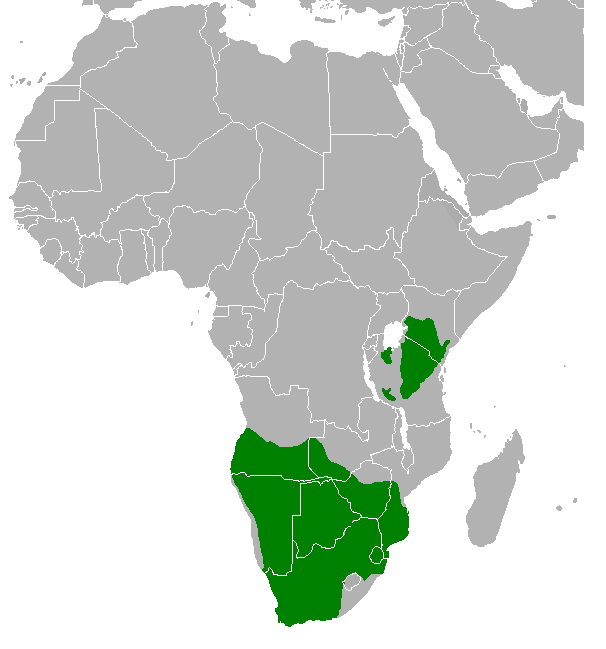
Verbreitung des Steinböckchens (2013)

Das Steinböckchen kommt in zwei voneinander weit getrennten Bereichen auf dem afrikanischen Kontinent vor. Es ist sowohl in Ostafrika als auch im südlichen Afrika beheimatet. Vermutlich war die Verbreitung im Pleistozän durchgängig. Die höchsten Dichten findet man in trockeneren Gebieten wie beispielsweise dem Karoo und der Kalahari. Es bevorzugt als Lebensraum offene Bereiche mit einer ausreichenden Deckung durch höheres Gras oder Buschhorste. Es fehlt in der Regel in Wäldern sowie in bergigen und felsigen Bereichen.
Das Steinböckchen kann unter anderem in den folgenden Naturschutzgebieten beobachtet werden: Karru, Willem - Pretorius, Hluhluwe/Umfolozi, Mkuzi, Krügerpark, Pilanesberg, Kgalagadi (Kalahari), Namib-Naukluft, Etoscha, Chobe, Hwange, Ngorongoro, Serengeti und Nairobi.

## Lebensweise

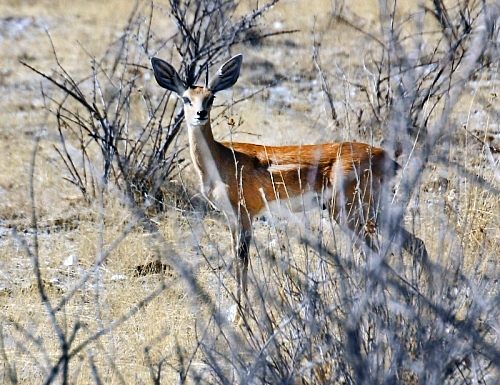
Steinböckchen

Das Steinböckchen frisst fast ausschließlich grüne Pflanzenteile wie junge Blätter, Triebe, Blüten und Früchte verschiedener Pflanzen. Auf Grund des hohen Wassergehalts dieser Nahrung ist es in der Regel nicht auf Trinkwasser angewiesen. In Trockenzeiten gräbt es nach Wurzeln, Knollen und Zwiebeln und scharrt dabei Kuhlen, die ihm bis an die Schultern reichen. Während der Nahrungsaufnahme knien Steinböckchen gelegentlich nieder, um so an Pflanzen zu gelangen, die sie stehend nicht erreichen könnten.
Steinböckchen sind an Reviere gebunden, die sie jeweils gegenüber gleichgeschlechtlichen Artgenossen verteidigen. Diese Reviere weisen feste Ruhe-, Kot- und Futterplätze auf. Die Kotplätze dienen der Reviermarkierung. Hierbei scharren die Steinböckchen zunächst den Boden auf, urinieren dann auf diese Stelle und setzen den Kot auf den Urin ab. Zum Schluss wird beides mit den Vorderfüßen leicht mit Sand bedeckt. Daneben besitzt das Steinböckchen eine unter dem Kinn sitzende Drüse, mit der adulte Steinböckchen Zweige und Grashalme markieren.
Es gibt keine ausgeprägte Fortpflanzungszeit, sondern Geburten können ganzjährig beobachtet werden. Die Tragezeit beträgt etwa sieben Monate. Es wird nur ein Jungtier geboren. Dieses wird in Deckung abgelegt und morgens und abends von dem Muttertier gesäugt. Erst nach einem Zeitraum von drei bis vier Monaten begleitet das Jungtier das Muttertier.
Steinböckchen werden 7 Jahre oder älter.